# Davide Rebellin
Davide Rebellin, italijanski kolesar, * 9. avgust 1971, San Bonifacio, Italija, † 30. november 2022, Montebello Vicentino, Italija.
Rebellin je bil italijanski profesionalni cestni kolesar, ki je na zadnje tekmoval za UCI Continental ekipo Work Service–Vitalcare–Dynatek. Veljal je za enega najboljših kolesarjev za klasične dirke svoje generacije, saj je osvojil več kot petdeset uvrstitev na stopničke na klasičnih dirkah UCI Road World Cup in UCI ProTour.
Najuspešnejše leto zanj je bilo 2004, ko je osvojil redek trojček zmag na klasičnih dirkah Amstel Gold Race, Valonska puščica in Liège–Bastogne–Liège. V svoji karieri je osvojil tudi etapni dirki Pariz–Nica in Od Tirenskega do Jadranskega morja ter etapno zmago na Dirki po Italiji. Zaradi dopinga na Poletnih olimpijskih igrah 2008 je prejel dvoletno prepoved nastopanja. Pri 51. letih je končal tekmovalno kariero, le teden dni kasneje pa je umrl ob kolesarjenju pri Montebellu Vicentinu v prometni nesreči.